# Буди-Сенніцькі
Буди-Сенніцькі (пол. Budy Siennickie) — село в Польщі, у гміні Насельськ Новодворського повіту Мазовецького воєводства.
Населення — 143 особи (2011).
У 1975-1998 роках село належало до Цехановського воєводства.

## Демографія
Демографічна структура станом на 31 березня 2011 року:
|          | Загалом | Допрацездатний вік | Працездатний вік | Постпрацездатний вік |
| -------- | ------- | ------------------ | ---------------- | -------------------- |
| Чоловіки | 73      | 18                 | 50               | 5                    |
| Жінки    | 70      | 18                 | 38               | 14                   |
| Разом    | 143     | 36                 | 88               | 19                   |